# Voinjama
Voinjama est une ville du Liberia et la capitale du comté de Lofa.